# Yingchang Manzu Xiang
Yingchang Manzu Xiang (kinesiska: 营厂满族乡, 营厂) är en socken i Kina. Den ligger i provinsen Liaoning, i den nordöstra delen av landet, omkring 150 kilometer nordost om provinshuvudstaden Shenyang. Antalet invånare är 7653. Befolkningen består av 3 676 kvinnor och 3 977 män. Barn under 15 år utgör 14,0 %, vuxna 15-64 år 78 %, och äldre över 65 år 7,0 %.
Genomsnittlig årsnederbörd är 1 114 millimeter. Den regnigaste månaden är juli, med i genomsnitt 254 mm nederbörd, och den torraste är januari, med 10 mm nederbörd.